# Lahošť
Lahošť, bis 2006 Lahošt (deutsch Loosch), ist eine Gemeinde in Tschechien. Sie liegt fünf Kilometer südwestlich des Stadtzentrums von Teplice und gehört zum Okres Teplice.

## Geographie
Lahošť befindet sich im Nordböhmischen Becken am Bouřlivec (Katzbach). Am südlichen Ortsrand fließt der Klášterský potok, der westlich von Lahošť in den Bouřlivec einmündet. Südöstlich liegt der Stausee Všechlapy. Im Süden verläuft die Eisenbahnstrecke Ústí nad Labem–Chomutov, an der 500 m vom Dorf entfernt auf dem Gebiet der Gemeinde die Bahnstation Duchcov gelegen ist. In der Umgebung von Lahošť liegen mehrere Restlöcher und Tagebauseen aus der Zeit des Braunkohlenbergbaus.

### Gemeindegliederung
Für die Gemeinde Lahošť sind keine Ortsteile ausgewiesen.

### Nachbarorte
| Jeníkov (Janegg) |                                             | Teplice (Teplitz-Schönau) |
|                  | Kompassrose, die auf Nachbargemeinden zeigt |                           |
| Duchcov (Dux)    |                                             | Zabrušany (Sobrusan)      |

Direkte Nachbarorte sind Oldřichov u Duchcova im Norden, Výšina und Hudcov im Nordosten, Nová Ves im Osten, Štěrbina, Všechlapy, Zabrušany und Želénky im Südosten, Duchcov im Süden, Křínec im Südwesten, Nové Sady und Stará Gisela im Westen sowie Jeníkov im Nordwesten.

## Geschichte
Lachostze wurde 1360 als Besitz der Kanoniker von St. Wenzel auf der Prager Burg erstmals urkundlich erwähnt. Noch im 14. Jahrhundert wurde der Ort ein Teil der Burgherrschaft Riesenburg. Im 15. Jahrhundert entstand der deutsche Name Lasch bzw. Laasch, der sich später in Loosch wandelte. Tschechische Namensformen waren zu dieser Zeit  Lahosst und  Lahosstie. Nach der Aufgabe der Riesenburg wurde Loosch Teil der Herrschaft Dux. 1642 erbten die Grafen von Waldstein die Herrschaft. 1680 erhob Johann Friedrich von Waldstein die Herrschaften Dux und Oberleutensdorf zum Familienfideikommiss. Im 18. Jahrhundert wurde die Riesenquelle, eine Thermalquelle mit einer Wassertemperatur von 25 bis 38 °C entdeckt. An der Straße nach Dux entstand das Riesenbad (Křínec).
Im Jahr 1831 bestand Loosch aus 53 Häusern mit 213 deutschsprachigen Einwohnern. Im Ort gab es eine Mahlmühle. Abseits lagen die Riesenmühle, das Riesenbad, die Radenschänke und das Radenhäusel. Pfarrort war Janegg. Bis zur Mitte des 19. Jahrhunderts blieb Loosch der Fideikommissherrschaft Dux untertänig.
Nach der Aufhebung der Patrimonialherrschaften wurde Loosch im Jahre 1849 zum Ortsteil der Marktgemeinde Ladowitz im Leitmeritzer Kreis und Gerichtsbezirk Dux. 1857 hatte Loosch 230 Einwohner. Ab 1868 gehörte das Dorf zum Bezirk Teplitz. Ab 1880 bildete Loosch eine eigene Gemeinde. Seit 1896 gehörte der Ort zum Bezirk Dux. Ab dem Ende des 19. Jahrhunderts, als die deutsche Bezeichnung Loosch dominierte, hielt etwa ab 1880 als tschechische Bezeichnung Lahošt Einzug. Durch den Wassereinbruch in der Zeche Döllinger in Dux am 10. Februar 1879 sank auch der Wasserpegel der Riesenquelle. 1881 war die Fassung der Quelle wiederhergestellt. Ein Jahr später wurde bei Bohrarbeiten ein Bronzeschatz aus dem 3.–2. Jahrhundert v. Chr. gefunden, der als Keltenschatz von Dux Bekanntheit erlangte und europaweit gezeigt wurde.
Im Jahr 1930 hatte die Gemeinde Loosch 936 Einwohner. Die meisten der Bewohner waren Deutsche, im Dorf lebte auch eine tschechische Minderheit. Nach dem Münchner Abkommen erfolgte 1938 die Angliederung an das Deutsche Reich. 1939 lebten in der Gemeinde im Landkreis Dux 925 Menschen. Nach dem Zweiten Weltkrieg wurden die deutschen Bewohner vertrieben. 1961 erfolgte die Auflösung des Okres Duchcov und Lahošt wurde dem Okres Teplice zugewiesen. Wegen des Braunkohlenabbaus südlich von Duchcov erfolgte 1968 eine Verlegung der Bahnstrecke Ústí nad Labem–Chomutov nach Osten. Die Stadt Duchcov verlor ihren Bahnhof, der durch die zwischen Křínec (Riesenbad) und Lahošt angelegte Bahnstation Duchcov ersetzt wurde.
Mit Wirkung zum 1. Januar 2007 wurde der Name der Gemeinde Lahošt in Lahošť geändert und das üblicherweise bei ähnlichen Namen gebräuchliche Hatschek wieder in den Ortsnamen aufgenommen. Seit dem Jahre 2007 führt die Gemeinde Lahošť ein Wappen.

## Sehenswürdigkeiten
- Nischenkapelle mit Statue des Hl. Johannes von Nepomuk am Dorfplatz
- 15 m hoher Turm am Obří pramen (Riesenquelle), errichtet 1882
- Obří mlýn (Riesenmühle)

## Söhne und Töchter der Gemeinde
- Jan Lohelius Oehlschlägel (1724–1788), Komponist
- Alfred Anderle (1925–1994), deutscher Osteuropahistoriker